# Fiat 805
El Fiat 805 es un automóvil de competición del comienzo de los años 1920, desarrollado por el constructor automovilístico italiano Fiat. Es el primer automóvil de Gran Premio en disponer de un motor sobrealimentado mediante un compresor volumétrico.

## Historia
Muy similar exteriormente a su inmediato predecesor, el Fiat 804, el 805 fue un vehículo pionero al ser uno de los primeros automóviles de Gran Premio que utilizó un compresor Roots para incrementar la potencia de su motor. Sin embargo, esta importante mejora en el rendimiento de los motores fue rápidamente adoptada por sus competidores, como el Bugatti Type 35 o el Alfa Romeo P2 (que guardaba una gran similitud mecánica con el Fiat), por lo que su ventaja inicial quedó pronto compensada. Fiat abandonaría en los años siguientes el mundo de la competición ante el disgusto de Giovanni Agnelli ante los frecuentes accidentes fatales que costaron la vida a numerosos pilotos.
Famosos pilotos de los años 1920 como Pietro Bordino o Carlo Salamano utilizaron este vehículo.

## Lecturas relacionadas
- Sébastien Faurès Fustel de Coulanges. Fiat en Grand Prix, 1920-1930 (en francés). ETAI, Boulogne-Billancourt 2009. p. 192. ISBN 978-2-7268-8885-8.